# Walking Cloud and Deep Red Sky, Flag Fluttered and the Sun Shined
Walking Cloud and Deep Red Sky, Flag Fluttered and the Sun Shined är den japanska rockgruppen Monos tredje skiva, utgivet 2004.

## Låtlista
1. 16.12 – 10:57
2. Mere Your Pathetique Light – 6:36
3. Halcyon (Beautiful Days) – 8:09
4. 2 Candles, 1 Wish – 2:47
5. Ode – 7:06
6. The Sky Remains the Same as Ever – 2:27
7. Lost Snow – 15:12
8. A Thousand Paper Cranes – 5:11

## Medverkande
- Takaakira Goto – sologitarr
- Yoda – kompgitarr
- Tamaki Kunishi – elbas
- Yasunori Takada – trummor